# Iman Sabbah
Iman Sabbah (Nazareth, 24 dicembre 1977) è una giornalista palestinese con cittadinanza israeliana naturalizzata italiana, che dal 2003 conduce telegiornali e programmi di approfondimento in onda su Rai News 24 e Rai Med. Dal 2022 è Capo Redattrice Centrale del Tg1.

## Biografia
Araba israeliana e di religione cristiana, si trasferisce a Roma nel 1997 dopo aver ottenuto una borsa di studio insieme ad altri studenti di Nazareth. Nella capitale inizia l'apprendimento della lingua italiana e intraprende gli studi universitari alla LUMSA, ottenendo la Laurea in Scienze della Comunicazione, indirizzo giornalismo. Si iscrive all'Albo dei giornalisti (elenco stranieri) nel 2002.
Allo scoppio della guerra in Iraq nel 2003, ottiene un contratto con Rai Med, il primo canale bilingue in Europa. Dopo circa tre anni, il direttore Corradino Mineo le propone di affiancarlo nella conduzione del programma Il Caffè su Rai News, canale col quale aveva già in passato collaborato conducendo il programma Il Chiosco - sguardo sulla stampa euro-araba e curando programmi di approfondimento sulla realtà del Medio Oriente. Dal 2012 è madre di un bambino di nome Paolo, in onore al Papa Giovanni Paolo II. Ha inoltre un altro figlio, Luca.
Dal 2 ottobre 2016 conduce ogni domenica per sette settimane La casa bianca, su Rai 3, un programma di approfondimento sulle elezioni presidenziali 2016 negli USA, diretto da Andrea Salvadore con testi di Francesco Costa. Dal 2017 è corrispondente a Parigi per la Rai.
Il 25 gennaio 2019 il consiglio di amministrazione della Rai la nomina vicedirettrice di Rai Parlamento, su proposta del direttore Antonio Preziosi. La decisione suscita diverse polemiche e un esposto poiché Sabbah non risulta iscritta all'Ordine dei Giornalisti, come richiesto dalla legge, ma soltanto all'elenco speciale dei giornalisti stranieri; di conseguenza la nomina è stata ritirata. La stessa giornalista richiede in seguito l'equiparazione dei suoi titoli stranieri a quelli italiani tramite esame, cosa che avviene a seguito di un esame orale a febbraio 2020.

## Riconoscimenti
- Hot Bird TV Awards 2004 con la trasmissione Il Chiosco